# Núria Coll i Julià

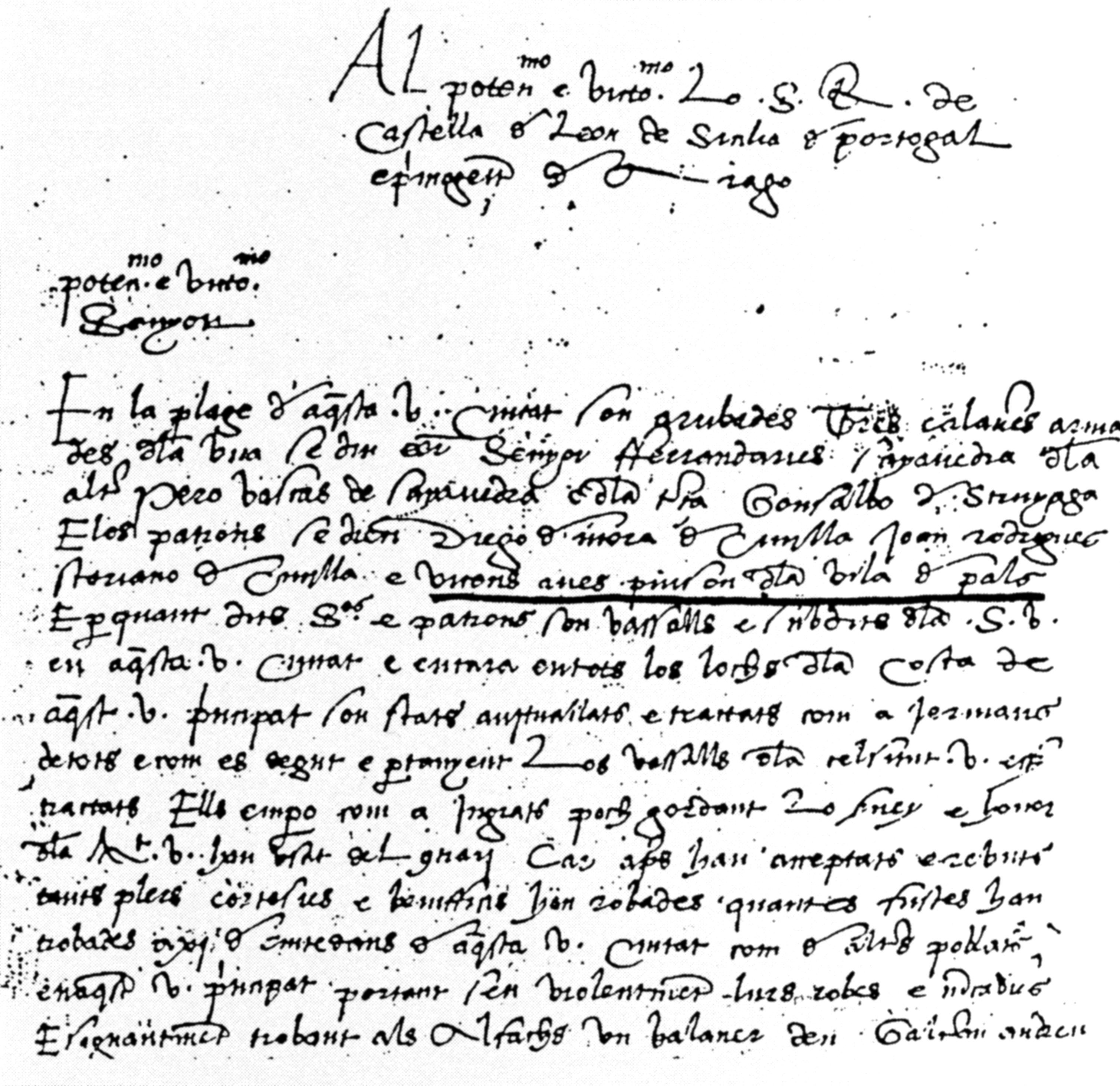
Carta descoberta per Núria Coll dels Consellers de Barcelona al rei Ferran, denunciant un robatori de Vicens Anes Pinçon de la Vila de Pals, Barcelona, any 1479.

Núria Coll i Julià (Barcelona, 1921) és una historiadora barcelonina. Doctora en filosofia i lletres. Va seguir la línia d'investigació de Jaume Vicens i Vives. La seva especialització és la història política i econòmica del segle XV a Catalunya.

## Carta dels consellers de Barcelona
Dins la polèmica de la catalanitat de Cristòfor Colom cal dir que Núria Coll trobà l'any 1950 un document a l'Arxiu Reial de Barcelona, on parla de Vicens Anes Pinçon, de la Vila de Pals que potser correspondria a la persona de Vicente Yáñez Pinzón.
| « | Al potentíssimo y vituosíssimo lo senyor Rey de Castella, de León, de Sicilia, de Portogal e Primogènit d'Aragó. Potentíssimo e virtuosíssimo Senyor: en la plage de aquesta vostra ciutat són arribades tres calaveras armades; de la una diu ésser senyor Ferrand Anes Sayavedra, de la altre Pero Vascas de Sayavedra e de la terça Gonsalbo de Struyaga, e los patrons se dien Diego de Mora, de Civilla, Joan Rodrigues Storiano, de Civilla, e Vicens Anes Pinson, de la vila de Pals. E per quant dits senyors e patrons són vassalls e súbdits de la Serenitat Vostra, en aquesta vostra ciutat e encara en tots los lochs de la costa de aquest vostre Principat són stats avituallats e tractats com a jermans..... ......han robades quantas fustes han trobades,.........potant-se'n violentment lurs robes e mercaderies, e signantment, trobant als Alfachs un balener d'en Galceran Andreu, per força li han levades e robades vint sachas de lanes e una bala de flassades qui sus dit balener eren carregades del honorable En Mateu Capell, mecader d'aquesta vostra ciutat, home molt virtuós........ De la sereníssima Senyoria Vostra humils servidors, los conselles de Barchinona | » |
| — Lloc i data: Barcelona, 1 de març del 1477 - Hispania X (1950) Pàg. 596 (Revista española de historia) AHCB, Letres Closes, 1477-1479,17 v. | |   |

## Obres
A continuació hi ha alguns dels seus treballs ordenats per data de publicació.
- Doña Juana Enríquez, lugarteniente real en Cataluña (1462-67)
- Coll Juliá, Nuria «El dilema franco-español en la política de Doña Leonor de Navarra». Príncipe de Viana, Año nº 13, Nº 48-49, 1952, pàg. 413-418. ISSN: 0032-8472.
- Aspectos del corso catalán y del comercio internacional en el siglo XV (1954)
- Coll Juliá, Nuria; Miguel Santiago Rodríguez «Don Juan Cid, obispo de Rubicón (1441-1459). Sus predecesores e inmediatos sucesores» ( PDF). Anuario de estudios atlánticos, Nº. 2, 1956, pàg. 165-194. ISSN: 0570-4065 [Consulta: 30 març 2010].[Enllaç no actiu]
- Aportación al estudio de los patrones y de la propiedad de las naves en Cataluña en la baja edad media (1965)
- Una compañía barcelonesa para el comercio de paños (1400-1484) (1970)
- Coll Julià, Núria «Brianda de Vega, amante del príncipe Carlos de Viana, esposa de Berenguer de Peguera: descendencia de este matrimonio». Estudios históricos y documentos de los archivos de protocolos, Nº. 4, 1974, pàg. 239-270. ISSN: 0211-5417 [Consulta: 30 març 2010].
- Coll Julià, Nuria «Nova identificació de l'escriptor i poeta Romeu Llull». Estudios históricos y documentos de los archivos de protocolos, Nº. 5, 1977, pàg. 245-297. ISSN: 0211-5417 [Consulta: 30 març 2010].
- Compañías mercantiles barcelonesas del siglo XV y su estrato familiar (1981). ISSN 0211-5425, Nº. 9, 1981, pags. 27-104[2]
- Garcia Sanz, Arcadi; Coll Julià, Nuria. Galeres mercants catalanes dels segles XIV i XV.  Barcelona: Pagès editors, 1994. ISBN 84-7935-226-4 [Consulta: 30 març 2010].